# ステンリー・ブラード
ステンリー・ブラード（ブラルト、オランダ語: Stanley Brard、1958年10月24日 - ）は、オランダの元サッカー選手、サッカー指導者。現役時代のポジションはCB(フェイエノールトでは左バック)。

## 選手歴
デン・ハーグで生まれた彼はこの地のサッカークラブ、RKSVレニフ・エン・スネルのユースに所属した。この時にエールディヴィジに所属するフェイエノールトのスカウトに目をつけられ、同チームのユースに移籍した。その数年後の1977年のFCトゥウェンテ戦でトップチームでの初出場を飾った。翌年にはディフェンダーとしての活躍の機会も増え、スターティングメンバーとなる事も増えて行った。彼の経歴の中で最もクラブが輝いたのは1983-84シーズンで、この時にはヨハン・クライフがフェイエノールトに加入している。このシーズンに彼はレフトバックからクライフの前へとポジションを変え、相手右サイドバックのフェイエノールト陣内への侵入を防ぐ役割を果たした。この年にフェイエノールトはリーグ、カップともに制覇した。
しかしその2年後にはベンチ要員となる事が増え、移籍を決断する事となった。彼の移籍したRKCヴァールヴァイクは当時エールステ・ディヴィジに昇格したばかりのクラブで、エールディヴィジへの昇格も志すクラブであった。ここでは中心メンバーとなり、1987-88シーズンにエールディヴィジ昇格を決めた。昇格後も中心メンバーで在り続けたが、1990年になるとスターティングメンバー落ちとなり、最後の2シーズンでは僅か17試合の出場に止まった。そして1992年にサッカー選手を引退した。

## 監督歴
サッカー選手を引退した後はフィテッセのユース監督やセカンドチームの監督として数年を過ごした。その後、ADOデン・ハーグの監督を2000-01、2001-02シーズンの2シーズン務め、テクニカルディレクターも兼任した。2001年12月にはデン・ハーグを去り、名古屋グランパスエイトのU-18監督兼ディレクターに就任、吉田麻也らを育成した。その後2005年にフェイエノールトに戻り育成部長として2012年まで務め、この間に最優秀育成クラブ賞を3度受賞した。
2013年4月から2015年12月にかけてはアゼルバイジャンのガバラFKの育成部長を務めたが、2016年1月に再び名古屋グランパスに戻る事が決まった。12年ぶりの名古屋ではアシスタントコーチ兼スポーツディレクターに就任した。2016シーズン終了後に退団。

## 人物
いとこのパティ・ブラードは歌手であり、息子のジョシュア・ブラードはプロサッカー選手である。